# Lou Marini
Lou Marini (Charleston, Carolina del Sur: 13 de mayo de 1945) es un saxofonista, arreglista y compositor de jazz estadounidense.

## Historial
Lou, es hijo de Lou Marini Sr., director de orquesta, de la Fairless High School de Navarre, Ohio, fallecido en mayo de 2008. Inició su carrera profesional en la banda de Woody Herman, de la que pasó a integrarse en el grupo de jazz rock, Blood, Sweat & Tears, con los que estuvo entre 1972 y 1975. Después formó parte de la banda estable del Saturday Night Live y de The Blues Brothers, interviniendo además como actor en los dos films de la saga. Paralelamente en 1977, tocó con Frank Zappa, así como con otros grupos, entre ellos Steely Dan, Aerosmith, Eumir Deodato, Elliot Murphy, Michael Franks y la big band de Buddy Rich.
En 2003, publica su primer disco como titular, Lou's blues (Chase Music Group), con la Magic City Jazz Orchestra.

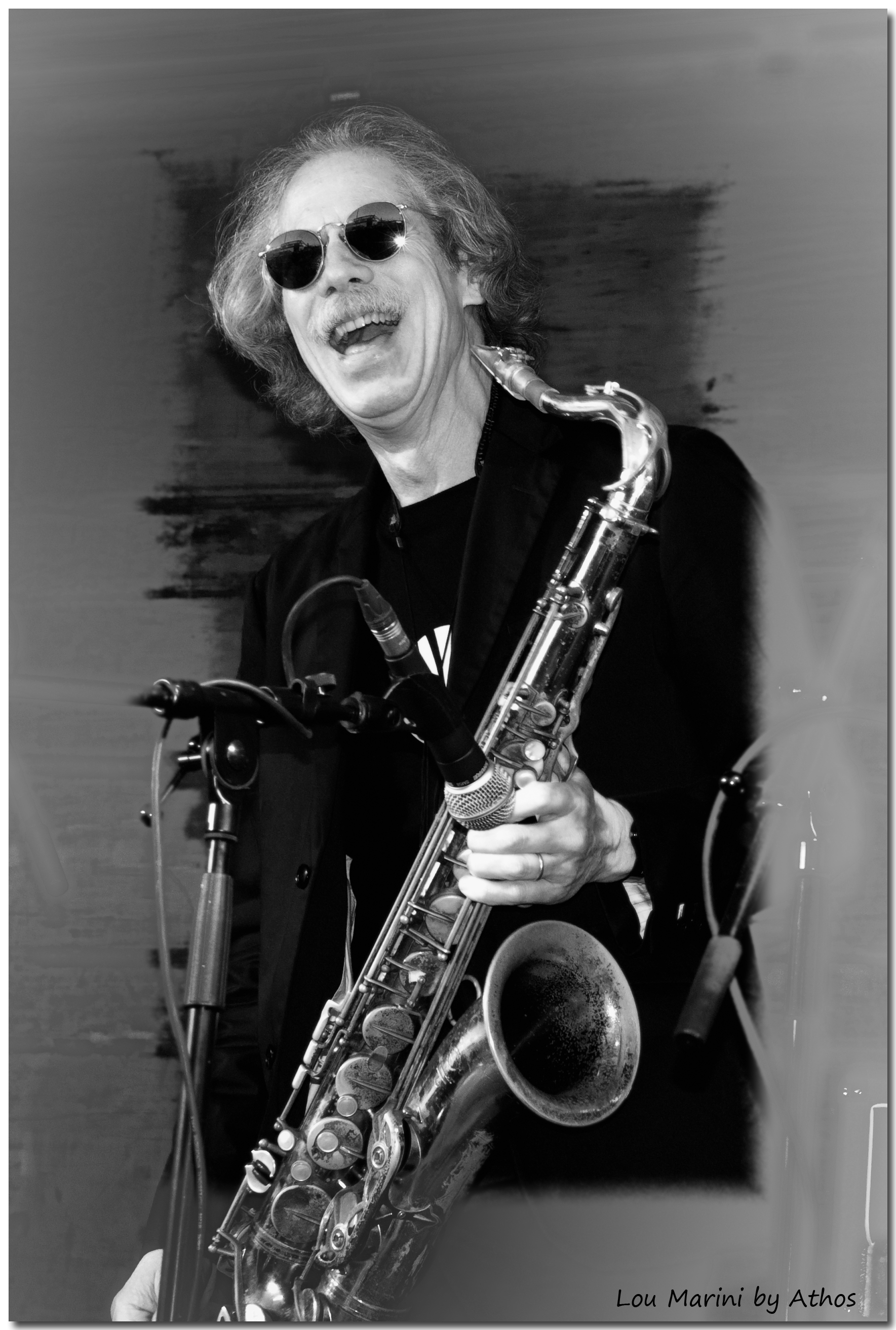
Lou Marini by Athos.

## Discografía

### Como líder
- 2004 Lou's Blues
- 2010 Highly Classified
- 2012 Starmaker

### Como músico
- Aerosmith – Night in the Ruts 1979
- Larry Applewhite – Larry Applewhite (flauta, saxo) 1979
- Jesse "Wild Bill" Austin – Baby's Back (saxo, arreglos)1995
- Patti Austin – Havana Candy 1977
- Carolyn Blackwell Sings Bernstein (flauta, saxo)1996
- Blood, Sweat & Tears – New Blood (1972)
- Blood, Sweat & Tears – No Sweat (1973)
- The Blues Brothers – Briefcase Full of Blues (saxo, voz) 1978
- The Blues Brothers – Blues Brothers (banda sonora del film) (saxo, voz) 1980
- The Blues Brothers – Made in America 1980
- The Blues Brothers – Best of the Blues Brothers 1981
- The Blues Brothers – The Definitive Collection 1992
- Boyzz – Too Wild to Tame 1978
- Brecker Brothers – Don't Stop the Music 1980
- Jimmy Buffett – Off to See the Lizard 1989
- Cindy Bullens – Desire Wire 1978
- Ann Hampton Callaway – Bring Back Romance (flauta, saxo)1994
- Cameo – Feel Me 1980
- Dina Carroll – So Close 1993
- Closer Than Ever – Closer Than Ever 1990
- Freddy Cole – It's Crazy, But I'm In Love 1996
- Hank Crawford – Groove Master 1990
- Hank Crawford – South Central 1992
- Eumir Deodato – Night Cruiser 1980
- Manu Dibango – Gone Clear 1980
- Manu Dibango – Ambassador 1981
- Amy Drinkwater – 'With All My Heart – A Journey to the Soul (saxo) 2005
- Cornell Dupree – Coast to Coast 1988
- Eric Essix and the Flight Big Band – SuperBlue (saxo) 2006
- Donald Fagen – Kamakiriad (clarinete, flauta, saxo) 1993
- Family Thing – Family Thing 1996
- Robben Ford – Inside Story 1979
- Aretha Franklin – Greatest Hits (1980–1994) 1994
- Michael Franks – Tiger in the Rain 1979
- The J. Geils Band – Freeze Frame
- The J. Geils Band – Houseparty: Anthology 1992
- Michael Gibbs – Big Music (flauta, saxo) 1988
- Michael Gibbs – Big Music (flauta, saxo) 1996
- GRP – GRP: On the Cutting Edge 1989
- Levon Helm – Levon Helm & The RCO All–stars 1978
- Lena Horne – Live On Broadway 1981
- Bobbi Humphrey – Good Life 1979
- Denise Jannah – I Was Born In Love With You 1995
- Garland Jeffreys – Guts for Love 1983
- B. B. King – King of Blues 1988
- Eddie King – Another Cow's Dead (arreglos, saxo) 1997
- D. C. Larue  – Laso 1977
- D. C. Larue – Ten Dance 1977
- Love & Money – Strange Kind of Love 1988
- Magnet – Worldwide Attraction 1979
- Mike Mandel – Sky Music 1978
- Maureen McGovern – Naughty Baby 1989
- Maureen McGovern – Baby I'm Yours (flauta, saxo) 1992
- Maureen McGovern – Out of This World (flauta, saxo) 1996
- Maureen McGovern – Music Never Ends (flauta, saxo) 1997
- Meat Loaf – Dead Ringer 1981
- Elliott Murphy – Night Lights 1976
- Walter Murphy – A Fifth of Beethoven 1976
- Milton Nascimento – Angelus (flauta) 1994
- Claude Nougaro – Nougayork 1987
- Laura Nyro – Walk the Dog & Lite the Lite (flauta, arreglos) 1993
- Laura Nyro – Stoned Soul Picnic: The Best of Laura Nyro (flauta, arreglos) 1997
- Jill O'Hara – Jill O'Hara 1993
- One O'clock Lab Band – Best of One O'clock 1992
- Eddie Palmieri – Unfinished Masterpiece 1990
- Tom Pierson – Planet of Tears 1996
- Andy Pratt – Shiver in the Night 1977
- Raw Stylus – Pushing Against the Flow (flauta, saxo) 1995
- Lou Reed – Sally Can't Dance 1974
- Repercussions – Earth and Heaven (flauta, saxo) 1995
- Jess Band Roden – Player Not the Game 1977
- Joe Roccisano – Shape I'm In (flauta, saxo) 1993
- Joe Roccisano – Leave Your Mind Behind (flauta, saxo) 1995
- Lalo Schifrin – Towering Toccata 1976
- Neil Sedaka – Song (clarinete, saxo) 1977
- Carly Simon – Hello, Big Man 1983
- Ray Simpson – Ray Simpson 1992
- Phoebe Snow – Something Real 1989
- Spyro Gyra – City Kids 1983
- Marvin Stamm – Stampede 1983
- Ringo Starr – Ringo's Rotogravure 1976
- Steely Dan – Two Against Nature (saxo) 2000
- Sunshine – Sunshine (1972)
- T. Life – That's Life 1978
- Kate Taylor – Kate Taylor 1978
- B. J. Thomas – Songs 1973
- B. J. Thomas – Longhorn & London Bridges 1974 (Flauta, saxo)
- Harvey Thomas – Highways of Gold (saxo) 1995
- Peter Tosh – Mystic Man 1979
- Peter Tosh – Wanted Dread & Alive 1981
- John Tropea – Short Trip to Space 1977
- John Tropea – To Touch You Again 1979
- John Tropea – NYC Cats Direct (flute, arrangements, sax) 1985
- Luther Vandross – Forever, For Always, For Love 1982
- Thijs Vanleer – Nice to Have Met You 1978
- Various Artists – Great Outdoors 1988
- Various Artists – Love Songs 1992
- Various Artists – Tribute to Curtis Mayfield (flauta, saxo) 1994
- Dionne Warwick – Sings Cole Porter 1989
- Wiz – Wiz 1978
- Frank Zappa – Zappa in New York 1978
- Frank Zappa – You Can't Do That On Stage Anymore, Vol. 6 1992
- Frank Zappa – Läther 1996
- Frank Zappa – Have I Offended Someone? 1997